# Madonna del Rosario (Lotto)
La Madonna del Rosario è un dipinto a olio su tela (384x264 cm) di Lorenzo Lotto, datato 1539 e conservato nel Palazzo comunale di Cingoli - sala degli stemmi. Firmato sul basamento sotto il piede della Vergine: ".L.LOTUS.MDXXXIX.".

## Storia
L'opera venne commissionata dalla Confraternita del Rosario di Cingoli, cittadina in provincia di Macerata, per un altare della chiesa di San Domenico. Fino alla metà degli anni settanta del XX secolo rimase in loco, per essere poi trasferita, per ragioni conservative, prima a San Niccolò, poi nella Pinacoteca comunale, e infine ritornare nella chiesa di San Domenico. Attualmente, a causa dell'inagibilità della chiesa, l'opera è custodita in una sala del Palazzo comunale.
Dopo la conclusione dell'opera l'artista lasciò le Marche, per tornare un'ultima volta a Venezia.

## Descrizione e stile
La pala mostra una complessa impaginazione. Nel registro inferiore la Madonna col Bambino in grembo sta dando a san Domenico inginocchiato la corona del rosario, per sconfiggere l'eresia. Il santo si protende girato verso di lei, lungo una diagonale, con le braccia distese, in un gesto molto efficace visivamente. Lo stesso gesto è riecheggiato, sull'altro lato, da sant'Esuperanzio, patrono della città, che offre un modellino della città di Cingoli al Bambino, che si sporge per afferrarlo benedicendo con la destra. Ai lati si trovano poi, secondo i canoni della sacra conversazione, i santi Maria Maddalena, Tommaso d'Aquino (o Vincenzo Ferrer), Caterina da Siena e Pietro da Verona. In basso, sotto il trono, due angioletti, vicino ai quali si vede anche san Giovannino indicante Gesù, spargono petali di rose da un cestone di vimini, secondo le pratiche devozionali che riguardavano anche la confraternita stessa, usate durante le processioni dedicate a Maria. Uno ha appena lanciato una manciata di petali giocosamente, l'altro invece ha in mano una rosa e la offre a santa Caterina.
Riprendendo poi dalle stampe popolari dedicate al Rosario, ma anche dalle rappresentazioni medievali dell'Albero della Vita, l'artista riempì la parte superiore di un graticcio con quindici medaglioni sullo sfondo di un roseto. Lo schema con i medaglioni, era dopotutto già stato usato dall'artista, negli affreschi della Cappella Suardi. 
Ciascun medaglione riporta una storia di Maria o di Gesù, disposti con ritmo ascendente, che segue la centina del bordo superiore. Le scene, che rappresentano i misteri del Rosario, vanno lette da sinistra a destra, dal basso verso l'alto. La prima fila, è relativa ai misteri gaudiosi e contiene le Storie dell'infanzia di Cristo, con l'Annunciazione, la Visitazione, la Natività, la Circoncisione e il Cristo fra i dottori del Tempio. La seconda contiene i misteri dolorosi, cioè le Storie della Passione di Gesù, l'Orazione nell'orto del Getsemani, la Flagellazione, la Coronazione di spine, la Via Crucis e la Crocifissione. La terza, infine, i misteri gloriosi, cioè le Storie della Resurrezione, con la resurrezione di Cristo, la sua Ascensione, la Pentecoste, l'Assunzione della Vergine e l'Incoronazione di Maria, quest'ultima risolta in maniera molto originale, con la donna di spalle che si sta presentando, in ginocchio, all'apparizione della Trinità con la corona.
In generale, la semplicità popolaresca dello schema, è contrapposta all'estrema raffinatezza di alcuni dettagli, come la sofisticata stesura cromatica, la foggia esuberante di alcuni abiti (soprattutto quello della Maddalena e la pianeta ricamata di Esuperanzio), la soffice lucentezza dei petali dei fiori.